# روبليدو دي تشافيلا
روبليدو دي تشافيلا (بالإنجليزية: Robledo de Chavela)‏ هي بلدية ومدينة في منطقة الحكم الذاتي وتقع في منطقة مدريد في وسط إسبانيا. تبلغ مساحة هذه المدينة 93.1 (كم²)، ويبلغ عدد سكانها 4058 نسمة حسب إحصاء سنة 2012 م.

## وصلات خارجية
- http://www.robledodechavela.es